# Lynn Molenaar
Lynn Molenaar (født 22. marts 1998) er en hollandsk håndboldspiller, som spiller i Molde HK.